# Чемпионат СССР по лыжным гонкам 1987
58-й лично-командный чемпионат СССР по лыжным гонкам 1987 года проводился в 3 этапа. I этап прошёл в Минске с 7 по 9 января. Разыграно 3 комплекта медалей в гонке 30 км (мужчины), в гонках на 5 и 20 км (женщины). II этап прошёл в Бакуриани 25 января. Разыгран 1 комплект медалей в гонке 50 км (мужчины). III этап прошёл в Кавголово с 12 по 15 марта. Разыграно 4 комплекта медалей в гонке 15 км, эстафете 4×10 км (мужчины), в гонках на 10 км, эстафете 4х5 км (женщины).

## Медалисты

### Мужчины
|                  | Золото                                                                                   | Серебро                                                                   | Бронза                                   |
| ---------------- | ---------------------------------------------------------------------------------------- | ------------------------------------------------------------------------- | ---------------------------------------- |
| Гонка на 15 км   | Деветьяров Михаил Вооружённые Силы Пермь                                                 | Смирнов Владимир Вооружённые Силы Алма-Ата                                | Батюк Александр «Динамо» Чернигов        |
| Гонка на 30 км   | Смирнов Владимир Вооружённые Силы Алма-Ата                                               | Бурлаков Юрий Вооружённые Силы Хабаровск                                  | Деветьяров Михаил Вооружённые Силы Пермь |
| Гонка на 50 км   | Деветьяров Михаил Вооружённые Силы Пермь                                                 | Сахнов Владимир Вооружённые Силы Алма-Ата                                 | Турчин Леонид Вооружённые Силы Алма-Ата  |
| Эстафета 4х10 км | Вооружённые Силы-3 Сахнов Владимир Смирнов Владимир Прокуроров Алексей Деветьяров Михаил | «Динамо» Бадамшин Игорь Батюк Александр Игушев Сергей Ушкаленко Александр | Вооружённые Силы-1                       |

### Женщины
|                 | Золото                                                                          | Серебро                                                                    | Бронза                                                                  |
| --------------- | ------------------------------------------------------------------------------- | -------------------------------------------------------------------------- | ----------------------------------------------------------------------- |
| Гонка на 5 км   | Венцене Вида Профсоюзы Вильнюс                                                  | Ордина Антонина «Динамо» Калинин                                           | Сметанина Раиса Профсоюзы Сыктывкар                                     |
| Гонка на 10 км  | Резцова Анфиса «Динамо» Владимир                                                | Сметанина Раиса Профсоюзы Сыктывкар                                        | Нагейкина Светлана Профсоюзы Московская область                         |
| Гонка на 20 км  | Птицына Лариса «Трудовые Резервы» Петрозаводск                                  | Королева Нина «Динамо» Московская область                                  | Резцова Анфиса «Динамо» Владимир                                        |
| Эстафета 4х5 км | Профсоюзы Егорова Любовь Нагейкина Светлана Сахарова Светлана Фурлетова Наталья | «Динамо» Бичугова Евгения Бондарева Татьяна Ордина Антонина Резцова Анфиса | Профсоюзы Тихонова Тамара Гаврилюк Нина Трубицына Елена Сметанина Раиса |

Лично-командный чемпионат СССР (25-й) в лыжной гонке на 70 км среди мужчин проводился в Кандалакше Мурманской области 12 апреля 1987 года.

### Мужчины (70 км)
|                | Золото                                  | Серебро                                   | Бронза                                       |
| -------------- | --------------------------------------- | ----------------------------------------- | -------------------------------------------- |
| Гонка на 70 км | Турчин Леонид Вооружённые Силы Алма-Ата | Сергеев Андрей Вооружённые Силы Ленинград | Прокуроров Алексей Вооружённые Силы Владимир |

Лично-командный чемпионат СССР в лыжной гонке на 30 км среди женщин проводился в Березниках Пермского края 11 апреля 1987 года.

### Женщины (30 км)
|                | Золото                           | Серебро                                  | Бронза                                     |
| -------------- | -------------------------------- | ---------------------------------------- | ------------------------------------------ |
| Гонка на 30 км | Ордина Антонина «Динамо» Калинин | Фокина Наталья Вооружённые Силы Смоленск | Шаркова Ирина Вооружённые Силы Архангельск |